# Apophyga apona
Apophyga apona är en fjärilsart som beskrevs av Louis Beethoven Prout 1932. Apophyga apona ingår i släktet Apophyga och familjen mätare. Inga underarter finns listade i Catalogue of Life.